# Красная река (фильм)
«Красная река» (англ. Red River) (1948) — чёрно-белый вестерн Говарда Хоукса и сорежиссёра Артура Россона с Джоном Уэйном  и Монтгомери Клифтом в главных ролях, один из определяющих фильмов жанра, основанный на оригинальной истории Бордена Чейза, впервые опубликованной в «Saturday Evening Post» в 1946 году под названием «Пылающие пушки на тропе Чисхолма». Дебютная работа Клифта.
В  1990 году включён в Национальный реестр фильмов, обладая «культурным, историческим или эстетическим значением».
По версии Американского института кино занимает 5-е место в списке «10 лучших вестернов» 10 фильмов из 10 жанров.

## Сюжет
Повествование перемежается выдержками из книги.
«В анналах великого штата Техас можно найти историю о первом перегоне стада по знаменитому Чисхольмскому пути. Это история об одном из крупнейших стад в мире, а также о мужчине и мальчике — Томасе Дансоне и Мэттью Гарте, история клейма Ред-Ривер Д.
«Ранняя история Техаса». В 1851 году Томас Дансон вместе со своим другом Надином Грутом выехали из Сент-Луиса и пристали к каравану, шедшему в Калифорнию. Через три недели караван подошёл к северной границе Техаса.»
Томас Дансон (Джон Уэйн), несмотря на предупреждение о землях команчей, решает отделиться от каравана. Он на время оставляет свою девушку Фен (Колин Грэй), на прощание даря ей браслет матери, и едет в сопровождении друга Надина Грута (Уолтер Бреннан) в Техас через Ред-Ривер, чтобы основать ранчо. Они замечают индейский дым в направлении каравана и решают не делать привал у реки. Ночью краснокожие нападают на лагерь, предварительно Грот успевает насчитать троих по звукам. Зажжённая стрела попадает в повозку, Томас убивает двоих, но третий сбивает его в реку. Убив ещё двоих, Грут кидает другу нож, и тот выходит в схватке победителем. Команчи убивают двух коров, на одном из трупов Дансон находит подаренный Фен браслет. Надин свистом переговаривается с последним живым индейцем.
Утром к ним приходит мальчик Мэттью Гарта (Монтгомери Клифт), ведущий корову, и сообщает, что индейцы перебили караван. Он единственный выжил, так как погнался за животным. Дансон решает усыновить паренька.
«Мальчик с коровой встретил мужчину с быком, и так появилось огромное стадо. В поисках места они проехали через весь Южный Техас по вполне неплохой земле, но через четыре недели возле Рио-Гранде…»
Спустя две тысячи миль Дансон находит подходящее место для обоснования, и придумывает клеймо для скота — вьющуюся линию русла реки, «Ред-Ривер Д», обещая пасынку добавить букву «М», когда тот этого заслужит. Однако группа не в курсе, что местные земли принадлежат мексиканскому дону Диего, живущего в 400 милях к югу, получившем землю на обеих сторонах Рио-Гранде по дарственной короля, о чём сообщают двое его людей. Том лихо подстреливает одного из представителей, первого схватившегося за револьвер, и заявляет свои права на эти пастбища. Они хоронят покойника.
Проходит почти 15 лет. Честолюбивые планы Дансона претворяются в жизнь — его ранчо становится крупнейшим в Техасе, хотя ради этого он невольно пожертвовал возлюбленной, а семеро человек, претендовавшие на землю, лишились жизни. Однако после войны цены на мясо падают, и Том решает перегнать огромное стадо в 10000 голов на север к железнодорожной станции в Седалии, штат Миссури, что в тысяче миль, для продажи. Мэтт недоволен тем, что отчим клеймит весь попадающийся на глаза скот, после чего платит мистеру Миккеру по два доллара за голову и нанимает стрелка Черри Вэланса (Джон Айрленд). Черри убеждается в меткости Мэтта. Грут вместе с с Банком Кеннелли, любителем сахара, закупает припасы.
Грут проигрывает чероки Кво (вождь Йоулачи) в карты часть своей вставной челюсти, индеец берёт себе прозвище «Кво Две Челюсти». Дансон, предупреждая о долгой и полной лишений дороге, нанимает новых стрелков, первым записывается Грут, также присоединяется Банк Кеннелли, Бастер МакГи (Ноа Бири-младший), Билл Келси, Дэн Лэтимер (Гарри Кэри-младший), Ларедо, Симс Ривс, Тилер Яси, Уолт Джергенси и Кво. Начинается движение на север. Во время первой ночёвки Грут обещает заплатить Кво два доллара за половину челюсти после перегона, дабы постоянно не отдавать её после приёма пищи, но индеец не соглашается.
«Для Дансона это была просто тяжёлая работа. Они шли на север — десятитысячное стадо медленно двигалось по жаркой, иссушённой земле. Через 2 недели они прошли больше 150 миль, и каждая дорого им обошлась.»
По словам Дансона, до травы и воды остаётся четыре мили. Симс начинает выказывать недовольство, ведь начальник в день загоняет три-четыре лошади. Дансона не волнует проблема Грута с челюстью, тот говорит Кеннелли не трогать сахар.
«Дни становились длиннее, сон всё реже, тяжкий труд — тяжелее, а Дансон стал тираном. Через 3 недели они добрались до Санс Саба.»
Вэланса предлагает сделать остановку у реки, но Дансон командует двигаться дальше, так как до привала осталось три мили.
«Через 30 дней они дошли до Бразоса. Холмы и скалы встали у них на пути, каждая миляч казалась бесконечной. Люди стали угрюмыми и мрачными, скот начал беспокоиться.»
Дэн Лэтимер говорит объезжающим стадо Дансону и Мэтту, что после получения платы размером больше 100 долларов купит особняк и красные туфли для жены. Ковбои не рискуют разогнать койотов выстрелами, дабы не спугнуть стадо. Банк Кеннелли случайно гремит посудой, чем вызывает давка скота, затоптавшего Дэна. Группе удаётся успокоить животных, она обнаруживает труп бедняги. Дансон наказывает Мэтту передать супруге Мэтта деньги, как если бы он доехал до конца, и купить ей туфельки. После похорон Дансон хочет высечь Кеннелли, так как тот виноват не только в смерти напарника, но и в потере 300—400 голов скота, тот сопротивляется и получает ранение в плечо от Мэтта, решившего, что лучше так, чем пуля насмерть от отчима. Банк благодарит Черри, получает припасы от Грута и возвращается назад.
« И они дальше шли по горячей и сухой пустыне. Через 40 дней пыль сменилась дождём. Еды стало меньше, одна повозка с провиантом пропала, но пути назад не было.»
У Грута не хватает времени на готовку для «тридцати погонщиков», и те перебиваются мясом. Тилер Яси недоволен кофе и сетует, что они не повернули назад, когда пропала повозка, но выпивший напиток Дансон говорит, что такой паёк будет до конца перегона, т.к он нищ, пока не продаст скот.
«Через 60 дней люди и скот выдохлись. Беда витала в воздухе. Люди разделились на маленькие группы и мрачно глядели друг на друга. С едой было всё хуже и хуже, и Дансон ждал первых признаков бунта. Он чувствовал, что он один, и спал с открытыми глазами.»
Группу нагоняет обезвоженный Саттер, не евший четыре дня. Он вёл стада в 2000, принадлежавшее старику Карвуду, и подвергшееся нападению индейцев, повесивших погонщиков и пригвоздивших Карвуда к колесу. Он один спасся. так как верёвка оказалась гнилая. От него они узнают о железной дороге в Абилинe, штат Канзас, что ближе Седалии, но Дансон не желает менять маршрут. Трое человек, не выдержавших тирании начальника, решают гнать стадо на юг, тому приходится застрелить их из винчестера, брошенного Грутом. Ночью трое — Тилер Яси, Лоредо и Билл Келси крадут мешок муки и около сотни и сбегают, Вэлансу не удаётся выследить их. Грут сообщает об этом проснувшемуся другу. Тот приказывает Черри привести беглецов, тот берёт с собой Гранта.
«В тайне все надеялись, что Тилер, Ларедо и Келси уйдут, но не Дансон. он приказал вести стадо дальше.»
Группа достигает Ред-Ривер, отчим и пасынок вспоминают, как много лет назад встретились на этом месте с быком и коровой. Разметив маршрут, за 4 часа переводят 9000 голов, потеряв 30-40. Дансон получает случайное ранение в ногу рогом. Один из погонщиков делится с Мэттом своим недовольством сегодняшней переправой, которую можно было провести завтра.
На следующий день возвращаются Черри и Грант, привёдшие Тилера и Ларедо и убившие сопротивляющегося Келси. Ларедо, сторонник движения в Абелин, высказывает Дансону всё в лицо. Мэтт противиться желанию отчима повесить воров, двое погонщиков выстрелами не дают вспылившему Тому схватиться за оружие. У Ларедо не хватает духа убить начальника. Мэтт решает повернуть стадо в Абелин, проведя то через тропу Чисхолм, остальные, в том числе и Грут, присоединяются к нему, Раздосадованный Дансон грозится убить Мэтта при следующей встрече.
«Теперь Мэттью Гарт отвечал за огромное стадо, и они шли вперёд, а тень Дансона следовала за ними. Он обещал отомстить, и Мэтт знал, что ничто на свете его не остановит.»
Проходит 4 дня. Грут подсчитывает, что если Дансон соберёт людей для отбития стада, ему понадобится 18 дней. Мэтт считает, что поступил правильно.
Мэтт находит индейский талисман, группа обнаруживает корову, убитую команчами. Погонщики вооружаются, Черри и Бастер едут на разведку. Тилеру снится кошмар о томи, что Дансон преследует группу. Радостный Бастер возвращается и сообщает, что примерно в 15 милях повстречал караван с женщинами, где его угостили кофе и выпивкой, Черри остался с ними. Мэтт решает двигаться туда. Через два дня пути группа замечает, как сбившиеся в кучу повозки отстреливаются от окруживших их индейцев. Четвёрка с Мэттом во главе пробивается через кольцо и начинает отстреливаться. У парня завязывается разговор с Тэсс Мэллэй (Джоанн Дрю), которая получает ранение в плечо. Мэтт вытаскивает стрелу и отсасывает яд. Вечером Гурт рассказывает девушке о Дансоне и Гарте. Молодые люди влюбляются друг в друга и проводят ночь вместе, девушка получает в подарок браслет матери отчима. Погонщики уходят рано утром, Мэтт оставляет возлюбленную так же, как Том оставил Фен 14 лет назад.
«Той ночью они ушли. Река поднималась, и им нужно было как можно скорее через неё перейти. Тем временем Дансон собрал людей и амуницию, и начал погоню. Он очень хотел догнать Мэтта и отомстить за то, что тот отобрал у него стадо.»
Группа Дансона достигает каравана через 8 дней после ухода стада. Тэсс решает заняться гостем и говорит, что группа ест его говядину, тот замечает браслет на руке девушки, она замечает, что он украден. Том, понимающий чувства оставленной девушки, рассказывает о несбывшейся мечте передать хозяйство сыну, который его предал. Он предлагает ей женитьбу за половину выручки, та отвечает, что родит ему сына, если он прекратит погоню, и напрашивается в группу.
«Через 100 дней в душу Мэттью Гарта закрался страх, что никакой железной дороги нет. Может они ошиблись? Они даже не могли найти город под названием Абилин.»
Группа наконец видит поезд. Машинист говорит, что в городе, нуждающемуся в мясе, погонщикам будет оказан радостный приём, и советует идти коротким путём миль 12. Радостные горожане Абилина бегут навстречу стаду, погонщиков встречает мистер Мелвилл (Гарри Кэри) с помощником Питом.
14 августа 1865 году в историю была вписана новая страница — состоялся первый перегон по знаменитому Чисхольмскому пути.
Мэтт и Бастер МакГи идут в офис Мелвилла, сотрудника компании «Greenwood Trading Company», базирующейся в штате Иллинойс. Мелвилл предлагает купить всё стадо, не досчитавшееся 600—700 голов, по 20 долларов за голову, погонщики сразу соглашаются на щедрую сделку. Последний скот прибывает в город только к вечеру. Мелвилл составляет контракт на 50 000 долларов Томасу Дансону и произносит «Мужчина может выть на Луну три раза в жизни: когда он женится, когда рождается ребёнок и когда он завершил то, что безумно хотел начать.» Гарт решает дождаться отчима, несмотря на то, что солидный чек ничего не изменит. В номере Мэтт встречает Тэсс, сообщающей, что вставший в трёх милях от города Дансон прибудет к рассвету, дабы исполнить обещанное. Девушка так же понимает, что бегство бессмысленно.
МакГи оповещает Мэтта о прибытии группы. Черри пытается остановить Дансона, но получает ранение в ногу, ранив того в бок. Отчим пытается вынудить пасынка схватиться за оружие, стреляя возле него, после чего сбивает ударами на землю. Внезапно Мэтт в гневе вступает в драку. Гарт радуется тому, чего ждал 14 лет. Потасовку останавливает стреляющая Тэсс, уходящая в слезах. Успокоившийся Томас говорит Мэттью женится на ней, на что тот согласен. С улыбкой Дансон чертит на песке новое клеймо, добавляя букву «М» на правый край — в знак уважения к заслужившего этого Гарту.

## В ролях
- Джон Уэйн — Томас «Том» Дансон, ковбой и скотовод[2]
- Монтгомери Клифт — Мэттью «Мэтт» Гарт, приёмный сын Дансона
- Джоанн Дрю — Тэсс Миллэй, возлюбленная Мэтта
- Уолтер Бреннан — Надин Грут, друг и компаньон Дансона
- Колин Грэй — Фен, возлюбленная Дансона
- Гарри Кэри — мистер Мелвилл, представитель торговой компании «Greenwood Trading Company»
- Джон Айрленд — Черри Вэланс, опытный стрелок, наёмник Дансона
- Ноа Бири-младший — Бастер МакГи, наёмник Дансона
- Гарри Кэри-младший — Дэн Лэтимер, наёмник Дансона
- Хэнк Уорден — Симмс Ривс
- Вождь Йоулачи — чероки Кво Две Челюсти

В титрах не указаны
- Гарри Кординг — игрок
- Гленн Стрейндж — Нейлор

## Подтекст
В литературе не раз обращалось внимание на гомоэротический подтекст многих сцен и фильма в целом. Один из исследователей даже назвал его «гомоэротическим вестерном на все времена». По мнению авторитетного киноведа Робина Вуда, герои Монтгомери Клифта и Джона Айрлэнда, когда они с улыбками сравнивают и ощупывают револьверы друг друга, напоминают «мастурбирующих друг другу пацанов». Эта сцена обсуждается в документальной ленте «Целлулоидный шкаф» (1995), посвящённой гомоэротическим аспектам классических голливудских фильмов.

## Награды
Фильм номинировался на премию «Оскар» за лучший оригинальный литературный первоисточник (Борден Чейз) и лучший монтаж (Кристиан Ниби), на премию Гильдии режиссёров США за лучшую режиссуру художественного фильма (Говард Хоукс) и на премию Гильдии сценаристов США за лучший американский вестерн (Борден Чейз, Чарльз Шни).